# Moira Lynd
Moira Lynd (1903 - data de morte desconhecida) foi uma atriz britânica de teatro, televisão e cinema; fez seu último filme em 1940, embora tenha feito várias aparições na televisão na era pós-guerra.